# Carolyn Treacy Bramante
Carolyn Treacy Bramante, auch Carolyn Treacy und Carolyn Bramante (* 19. März 1982 in Saint Paul) ist eine US-amerikanische Biathletin und Skilangläuferin.
Carolyn Treacy Bramante lebt in Duluth und trainierte in Hanover. Sie betrieb Biathlon ab 1997, ab 2006 gehört sie dem Nationalkader der USA an. Die verheiratete Studentin trat für Maine Winter Sports Center und das Dartmouth College an, an dem sie auch studiert. Trainiert wurde sie von Mikael Löfgren und Per Nilsson.
Ihr internationales Debüt gab Treacy 1999 im Rahmen der Junioren-Weltmeisterschaften in Pokljuka, wo sie 52. im Einzel wurde. Die Junioren-Europameisterschaft 2000 in Kościelisko brachte durchweg Ergebnisse um den Platz 25 in den Einzelrennen. Mit der Staffel kam sie auf den sechsten Platz. Auch die Junioren-WM des Jahres in Hochfilzen brachte gute Resultate. Im Einzel kam die Biathletin auf den 25. Platz, im Sprint wurde sie 24., in der Verfolgung 16. sowie 13. mit der Staffel. Bei der Junioren-EM 2001 in der Haute-Maurienne wurden die Ränge sieben im Sprint und fünf mit der Staffel ihre besten Resultate. Nicht ganz so erfolgreich verlief die Junioren-WM in Chanty-Mansijsk für Treacy. Beste Ergebnisse wurden ein 19. Platz in der Verfolgung und Rang acht mit der Staffel. Den größten internationalen Erfolg feierte Treacy bei den Junioren-Weltmeisterschaften 2002 in Ridnaun. Dort gewann sie mit Tracy und Lanny Barnes die Silbermedaille im Staffelwettbewerb. hinter dem deutschen Team mit Jenny Adler, Ute Niziak und Kathrin Pfisterer. Hinzu kam als bestes Einzelresultat ein 17. Platz über 15 Kilometer. Zum fünften und letzten Mal trat Treacy 2003 in Kościelisko bei einer Junioren-WM an, ohne jedoch noch einmal nennenswerte Resultate zu erzielen.
Im Biathlon-Weltcup debütierte Treacy 2002 bei einem Staffelrennen in Antholz, bei dem sie mit Jill Krause sowie den Barnes-Schwestern in der US-Staffel 13. wurde. In Einzelrennen wurde sie nur bei Großereignissen eingesetzt. Das erste waren die Olympischen Winterspiele 2006 in Turin. Bei den Wettkämpfen von Cesana San Sicario lief sie auf den 80. Platz im Sprint und wurde im Staffelwettbewerb mit Rachel Steer und den Barnes-Schwestern 15. Bei den Biathlon-Weltmeisterschaften 2007 in Antholz erreichte Treacy Bramante die Plätze 65 im Einzel und 83 im Sprint. Das zweite Mal bei einer WM startete die US-Amerikanerin 2009 in Pyeongchang. Bei den Wettkämpfen in Südkorea wurde sie 80. im Sprint und 15. mit der Mixed-Staffel.
Neben dem Biathlon betrieb Bramante auch Skilanglauf. Hier war sie vor allem in den Jahren 2004 und 2005 in unterklassigen Rennen der FIS und des Nor-Am Cup unterwegs. Mehrfach erreichte sie einstellige Platzierungen. Bei den US-Meisterschaften in Rumford konnte sie im Sprintrennen 2004 auf den zehnten Platz laufen.

## Biathlon-Weltcup-Platzierungen
Die Tabelle zeigt alle Platzierungen (je nach Austragungsjahr einschließlich Olympische Spiele und Weltmeisterschaften).
- 1.–3. Platz: Anzahl der Podiumsplatzierungen
- Top 10: Anzahl der Platzierungen unter den ersten zehn (einschließlich Podium)
- Punkteränge: Anzahl der Platzierungen innerhalb der Punkteränge (einschließlich Podium und Top 10)
- Starts: Anzahl gelaufener Rennen in der jeweiligen Disziplin
- Staffel: inklusive Mixed- und Single-Mixed-Staffeln

| Platzierung         | Einzel | Sprint | Verfolgung | Massenstart | Staffel | Gesamt |
| ------------------- | ------ | ------ | ---------- | ----------- | ------- | ------ |
| 1. Platz            |        |        |            |             |         |        |
| 2. Platz            |        |        |            |             |         |        |
| 3. Platz            |        |        |            |             |         |        |
| Top 10              |        |        |            |             |         |        |
| Punkteränge         |        |        |            |             | 4       | 4      |
| Starts              | 2      | 2      |            |             | 4       | 8      |
| Stand: Karriereende |        |        |            |             |         |        |